# Goshta (distrikt)
Goshta är ett distrikt i Afghanistan. Det ligger i provinsen Nangarhar, i den östra delen av landet, 160 kilometer öster om huvudstaden Kabul. Administrativ huvudort är Goshta.
Distriktet beräknades år 2022 ha cirka 32 000 invånare.